# Océan
Departament Océan – departament w Regionie Południowym w Kamerunie ze stolicą w Kribi. Na powierzchni 11 280 km² żyje około 133 tys. mieszkańców.